# 毛興
毛 興（もう こう、? - 385年）は、五胡十六国時代前秦の人物。氐族の出身である。娘の毛氏は前秦の5代君主苻登の皇后に立てられた。

## 生涯
前秦に仕え、撫軍将軍に任じられていた。
380年8月、都督河秦二州諸軍事・鎮西将軍・河州刺史に任じられ、枹罕の鎮守を命じられた。また、河州には氐族3千戸が配された。
383年、苻堅は大々的に東晋征伐を敢行し、総勢100万を超すともいわれる兵力を動員して建康に迫ったが、淝水の戦いで歴史的大敗を喫してしまった。これにより前秦に服属していた諸部族の謀反を引き起こしてしまい、関中もまた大混乱に陥った。その為、前秦の皇族である狄道県長苻登は任を離れ、毛興の治める枹罕へ身を寄せて来た。当時、苻登の兄である苻同成は毛興の長史（参謀役）を務めており、毛興は彼の勧めにより苻登を司馬に任じた。
ある時、毛興は用事があって苻登を呼び寄せたが、その際に戯れて「小司馬（苻登）を評事（刑罰の裁決）に参与させてみようか」と述べた。これを受け、苻登は事理について見解を述べ、いずれも的確なものであった。毛興はこれにたいそう感心し、これ以降敬意を払うようになったが、一方で畏怖の念も抱いたので重任を委ねる事は無かった。
384年4月、姚萇が前秦から離反して北地において後秦を興した。当時、姚萇の弟である姚碩徳が隴上に割拠しており、毛興は彼の勢力と長期に渡って対峙するようになった。
385年7月、前秦の首都の長安は既に西燕の君主の慕容沖の攻勢により陥落しており、君主の苻堅は逃走中に姚萇に捕らえられ、やがて誅殺された。8月、苻堅が没した事を受け、庶長子の苻丕は晋陽において皇帝に即位した。11月、毛興は苻丕へ使者を派遣し、共に後秦を討つ事を誓った。苻丕は大いに喜び、毛興を車騎大将軍に任じ、開府儀同三司の特権を与え、散騎常侍を加え、河州刺史から河州牧に進位させた。だが、毛興の勢力圏は晋陽からは遥か彼方にあり、その支配が及ぶ事はなかった。
386年1月、毛興は前秦の益州牧王広と対立するようになると、王広は隴西より兵を率いて毛興の守る枹罕を攻撃した。毛興は建節将軍・臨清伯衛平に宗属1千700を与えて王広の陣営を夜襲させ、これを大破した。2月、秦州牧王統は兵を派遣して王広を救援し、毛興は城を固守して籠城した（王広は元々成都に割拠していたが、東晋の攻勢を避けて隴西へ逃走し、王広の庇護下にあった）。
4月、毛興は王広の陣営を攻撃して破り、王広は秦州へ逃走したが、隴西鮮卑の匹蘭は王広を捕らえて後秦へ送った。毛興はさらに王統の守る上邽へ侵攻しようと考えたが、枹罕の諸氐はみな相次ぐ戦役に嫌気が差し、彼らの画策により毛興は殺害された。彼らは宗族が強盛であった衛平を盟主に立てたが、やがて苻登が取って代わった。
毛興は死に際し、苻同成へ「卿と共に連年に渡り逆羌（後秦）を撃ってきたが、事が成し得ぬままに終わる事になった。しかしこれを恨む事などない！後事は卿の小弟の司馬（苻登）に託すのだ。碩徳（姚碩徳）を滅するのは、必ずやこやつであろう。卿は代わって司馬の職務に就くように」と言い残したという。